# Lucchese (famiglia)

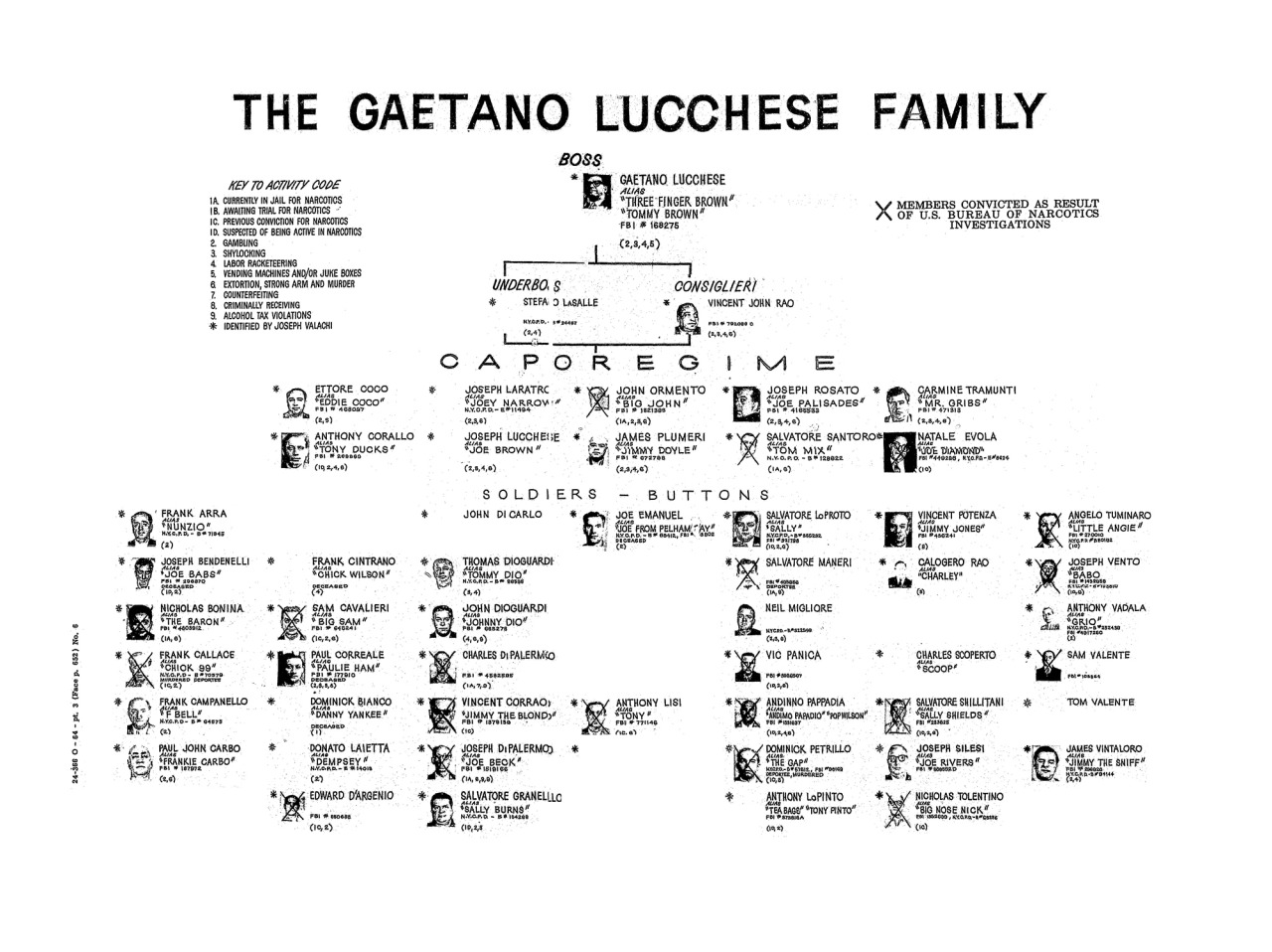
L'organigramma della famiglia Lucchese compilato dalla Commissione d'inchiesta McClellan nel 1963 sulla base delle indicazioni di Joe Valachi

La famiglia Lucchese è una delle cinque famiglie che controllano il crimine organizzato a New York.

## Storia

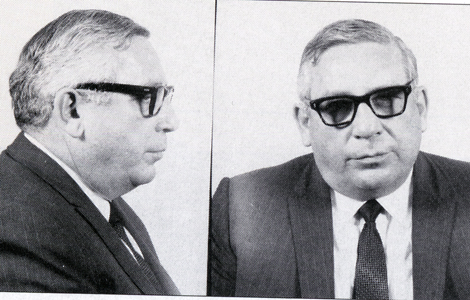
Anthony Corallo, potente e riservato boss dei Lucchese, mantenne il potere tra il 1973 e il 1986.

La famiglia è stata fondata il 1922 dal mafioso corleonese Gaetano Reina, ma ha preso il nome dal boss Gaetano Lucchese. Da sempre una delle famiglie più influenti della Commissione, è stata risparmiata da faide interne o tradimenti sino agli anni novanta quando lo spietato regime di Amuso e Casso, succeduti ad Anthony Corallo condannato in base alla RICO, ha scatenato un'ondata di pentimenti che ha gravemente indebolito la famiglia.

## Leadership storica

### Boss (ufficiale e reggente)
- 1922-1930 - Gaetano "Tommy" Reina
- 1930 - Joseph "Bonaventura" Pinzolo
- 1930-1951 - Tommaso "Tommy" Gagliano
- 1951-1967 - Gaetano "Tommy Gunn" Lucchese
  - Reggente 1966-1967 - Carmine "Jimmy Gribbs" Tramunti
  - Reggente 1967 - Ettore "Eddie" Coco
- 1967-1973 - Carmine "Jimmy Gribbs" Tramunti
- 1973-1986 - Anthony "Tony Ducks" Corallo
- 1986-attualmente - Vittorio "Little Vic" Amuso
  - Reggente 1990-1991 - Alphonse D'Arco
  - Reggente 1994-1998 - Joseph "Little Joe" DeFede
  - Reggente 1998-2000 - Steven "Herbie" Crea
  - Reggente 2000-2003 - Louis "Louie Bagels" Daidone
  - Reggente 2009-2017 - Matthew "Matt" Madonna
  - Reggente 2017-presente - Michael "Big Mike" DeSantis

### Boss Di Strada
- 2021-attualmente - George "Georgie Neck" Zappola e altri.

### Viceboss
- 1920-1930 - Tommaso "Tommy" Gagliano
- 1930-1951 - Gaetano "Tony Gunn" Lucchese
- 1951-1972 - Stefano "Stevie" LaSalle
- 1973-1978 - Aniello "Neil" Migliore
- 1978-1986 - Salvatore "Tom Mix" Santoro, Sr.
- 1986-1989 - Mariano "Mac" Macaluso
- 1989-1993 - Anthony "Gaspipe" Casso
  - Reggente 1990-1992 - Anthony "Bowat" Baratta
- 1993-2020 - Steven "Herbie" Crea
  - Reggente 1998-2001 - Eugene "Boopsie" Castelli
  - Reggente 2001-2003 - Joseph Caridi
  - Reggente 2017-2020 - Patrick "Patty" Dellorusso
- 2021-presente - Frank "Frankie Bones" Papagni

### Consigliere
- 1931-1953 - Stefano Rondelli
- 1953-1973 - Vincenzo "Vinny" Rao
  - Reggente 1965-1967 - Mariano "Mac" Macaluso
  - Reggente 1967-1973 - Paul Vario
- 1973-1981 - Vincent "Vinny Beans" Foceri
- 1981-1986 - Christopher "Christie Tick" Furnari, Sr.
- 1986-1987 - Ettore "Eddie" Coco
- 1987-1989 - Anthony "Gaspipe" Casso
- 1989-1993 - Frank "Big Frank" Lastorino
- 1993-1996 - Frank "Bones" Pagani
- 1996-2003 - Louis "Louie Bagels" Daidone
- 2002-2009 - Joseph Caridi
- 2009-2017 - Joseph DiNapoli
- 2017-2021 - Andrew DiSimone
- 2021-presente - Anthony "Bowat" Baratta

## Attuali capidecina della famiglia

### Fazione Bronx
- Anthony Santorelli
- Alfred Santorelli
- Joseph Lubrano
- Frank Salerno

### Fazione Long Island
- Carmine Avellino
- Joseph DeSena

### Fazione New Jersey
- George Zappola
- Joseph Perna